# حمض بيرفلورو الأوكتانويك
حمض بيرفلورو الأوكتانويك هو مركب عضوي اصطناعي ينتمي إلى الأحماض الكربوكسيلية الفلورية، يرمز له اختصاراً PFOA. للمركب الصيغة الكيميائية C8HF15O2، ويكون على شكل صلب في الحالة العادية.

## التحضير
يحضر حمض بيرفلورو الأوكتانويك بإحدى طريقتين؛ إما عن طريق الفلورة الكهروكيميائية (ECF) أو عن طريق البلمرة المرحلية (التلمرة telomerization).
تتم طريقة ECF باستخدام محاليل من حمض الهيدروفلوريك والمشتق الكلوري لحمض الكابريليك (حمض الأوكتانويك).

## الخواص
يوجد حمض بيرفلورو الأوكتانويك PFOA في الحالة الصلبة، وله نقطة انصهار منخفضة نسبياً، وهو ضعيف الانحلالية في الماء.
يعد PFOA من الملوثات العضوية الثابتة، وله ضرر بيئي، لأنه صعب التحلل ويتراكم حيوياً.

## الاستخدامات
يستخدم حمض بيرفلورو الأوكتانويك في تطبيقات المواد الفعالة بالسطح الفلورية؛ كما يستخدم أيضاً كمادة استحلاب في إنتاج البوليميرات مثل متعدد رباعي فلورو الإيثيلين (التيفلون).